# استان مونته کریستی
استان مونته کریستی (به لاتین: Monte Cristi Province) یک استان در جمهوری دومینیکن است.
مساحت این استان ۱٬۹۲۴٫۳۵ کیلومتر مربع و جمعیت آن در سال ۲۰۱۴ میلادی ۱۵۰٬۸۳۳ نفر می‌باشد.